# Delgadillo
Delgadillo es una localidad y pedanía española perteneciente al municipio de Gobernador, en la provincia de Granada, comunidad autónoma de Andalucía. Está situada en la parte suroriental de la comarca de Los Montes. Cerca de esta localidad se encuentran los núcleos de Laborcillas, Moreda y Pedro Martínez.

## Demografía
Según el Instituto Nacional de Estadística de España, en el año 2024 Delgadillo contaba con 18 habitantes censados, lo que representa el 7,59% de la población total del municipio.

### Evolución de la población
| Gráfica de evolución demográfica de Delgadillo entre 2014 y 2024 |
|                                                                  |
| Datos según el nomenclátor publicado por el INE.                 |

## Cultura

### Fiestas
Celebra sus fiestas en honor a la Virgen María el 12 de septiembre.